# George Ade
George Ade (Kentland, Indiana, 9 de fevereiro de 1866 — Brook, Indiana, 16 de maio de 1944) foi um humorista e dramaturgo estadunidense.

## Obras
Escreveu várias obras famosas entre elas: 
- Artie (1896),
- Pink Marsh (1897),
- Doc Home (1899),
- Fables in Slang (1899),
- More Fables (1900),
- Breaking into Society (1903),
- Ade's Fables (1914),
- Single Blessedness (1922)
- Thirty Fables (1933).

Para o teatro, escreveu:
- The Sultan of Sulu (1902),
- The College Widow (1904)
- The Slim Princess (1907).